# Zakanirina Rakotoasimbola
Zakanirina Rakotoasimbola (ur. 14 października 1999 w Antsirabe) – madagaskarski piłkarz grający na pozycji bramkarza. Od 2021 jest zawodnikiem klubu AS Saint Michel.

## Kariera klubowa
Swoją karierą piłkarską Rakotoasimbola rozpoczął w klubie AS Adema. Grał w nim w latach 2018-2019. W 2019 został z nim wicemistrzem kraju. W sezonie 2019/2020 był zawodnikiem Fosa Juniors FC, a w 2021 ponownie grał w AS Adema. Wywalczył z nim mistrzostwo Madagaskaru. W 2021 przeszedł do AS Saint Michel. W 2022 zdobył z nim Puchar Madagaskaru, a w sezonie 2022/2023 został wicemistrzem kraju.

## Kariera reprezentacyjna
W reprezentacji Madagaskaru Rakotoasimbola zadebiutował 1 czerwca 2022 roku w przegranym 0:3 meczu kwalifikacji do Pucharu Narodów Afryki 2023 z Ghaną, rozegranym w Cape Coast.